# Megàpode de les Nicobar
El megàpode de les Nicobar (Megapodius nicobariensis) és una espècie d'ocell de la família dels megapòdids (Megapodiidae) que viu entre al sotabosc, en hàbitat selvàtic, de les terres baixes de l'arxipèlag de les Nicobar.